# Filip Viljem Oranski

Filip Viljem, knez Oranski, gospod v Bredi in Steenbergenu, vitez Reda zlatega runa, * 19. december 1554, Buren, Gelderland, † 20. februar 1618, Breda.
Filip Viljem je bil prvi sin Viljema I. Oranskega in Ane Egmontske. Po smrti očeta je leta 1584 postal knez Oranski.
Trinajstletni Filip Viljem je študiral na leuvenski univerzi, ko se je njegov oče leta 1567 umaknil pred naraščajočim preganjanjem protestantom naklonjenih oseb iz Bruslja v Dillenburg v Nemčiji. Ta je ocenil, da razmere za sina niso nevarne, a se je uštel. Potem ko se Viljem na poziv grofa Albe (Fernando Álvarez de Toledo), naj se vrne v Bruselj, ni odzval, je dal španski kralj Filip II. v februarju 1568 Filipa Viljema privesti v Španijo, deloma kot talca, deloma pa da bi ga vzgojil v lojalnega katoliškega podanika, ki bi kot knez Oranski lahko zamenjal očeta, če bi se kralj tako odločil. Študij je nadaljeval na univerzi Alcalá de Henares. Oče Viljem ga ni videl nikoli več.
Filip Viljem je ostal v Španiji do leta 1596, ko se je vrnil na Špansko Nizozemsko. Leta 1606 mu je bilo (tudi po posredovanju sestre Marie Nassau) s strani Republike Nizozemske priznano gospostvo na področju nekdanje družinske grofije v Bredi in Steenbergenu. V juliju 1610 se je slavnostno vrnil na domači grad v Bredi. Vrnjena mu je bila pravica nastavljanja visokih uradnikov na gospostvu. Na gradu v Bredi je vpeljal katoliško bogoslužje, ni pa se smel vmešavati v verske zadeve zunaj gradu. 
Vojaški poveljnik v Bredi je bil tedaj Justinus van Nassau, izvenzakonski polbrat Filipa Viljema in Mavricija, ki je bil vedno lojalen Republiki in Mavriciju.
Filip Viljem je bil poročen z Éléonore de Bourbon, hčerko Henrika I. de Condé in sestrično francoskega kralja Henrika IV., s katero pa nista imela otrok, tako da je po njegovi smrti naziv knez Oranski prešel na njegovega polbrata Mavricija Nassavskega.